# Digitale Agenda für Europa 2020
Die Digitale Agenda für Europa 2020 ist ein Programm der Europäischen Union zur Informations- und Kommunikationstechnik (IKT).
Kernziele der Digitalen Agenda für Europa beziehen sich dabei auf die Bereiche digitale Gesellschaft, digitale Wirtschaft, Zugang und Netzwerkfähigkeit sowie Forschung und Innovation.
Das Programm ist Teil der Europa-2020-Strategie (EU 2020), ein Gesamtprogramm für mehr Wettbewerbsfähigkeit und Produktivität ohne den sozialen Zusammenhalt in den Mitgliedstaaten zu behindern.
Die Strategie umfasst bisher etwa den E-Government Aktionsplan für Europa (2006/2010), die Umsetzung des Zahlungsverkehrsraums SEPA (2012) und die Strategie für einen digitalen Binnenmarkt für Europa (2015).

## Geschichte
Die Vorprogramme waren eEurope 2002, das 2000 in Kraft trat, und eEurope 2005 mit der i2010-Strategie, die 2002 in Sevilla übernommen wurden und 2005–2010 liefen. i2010 war noch nur auf die Vereinigung der Telekommunikationsindustrie und der Internetdienstanbieter mit der Medienindustrie fokussiert.
Die Digitale Agenda für Europa (englisch Digital Agenda for Europe – Driving European growth digitally (KOM(2010)245)) wurde als Fortsetzung März 2010 von der Europäischen Kommission vorgeschlagen.
Sie bildet einen Teil der im Juni 2010 vom Europäischen Rat verabschiedeten Strategie Europa 2020 und stellt dabei eine von sieben Leitinitiativen dar, die die Leistungsfähigkeit der EU in den Bereichen Bildung, Forschung und Innovation sowie der digitalen Gesellschaft stärken soll.
Schon im Dezember 2010 wurde in Brüssel der 2006 angekündigte E-Government Aktionsplan (KOM(2006)173) als ein wesentlicher Bestandteil der Digitalen Agenda für Europa vorgelegt, der die Projektphase 2011–2015 umfasste. Bei dieser ersten Phase der digitalen Agenda war die Ministererklärung von Malmö 2009.
2012 wurde dann auch der schon 2009 begonnene Prozess „zur Festlegung der technischen Vorschriften und der Geschäftsanforderungen für Überweisungen und Lastschriften in Euro“, der SEPA-Zahlungsraum, forciert (Verordnung (EG) Nr. 924/2009, Verordnung (EU) Nr. 260/2012).
Als Weiterentwicklung wurde von der Europäischen Kommission am 6. Mai 2015 das Papier Strategie für einen digitalen Binnenmarkt für Europa (KOM(2015)192) vorgelegt. Diese Maßnahmen sollen bis 2016 umgesetzt werden.[veraltet]
Um den Bürgern einen Überblick der Umsetzung zu bieten, wurde der Digital Agenda Scoreboard eingerichtet.

## Schwerpunkte und Ziele
Im Zuge der Verabschiedung der EU-2020-Strategie und mit dem Beschluss zur Digitale Agenda möchte die Kommission die Wirtschaftspotentiale der EU-Mitgliedsstaaten für die Schaffung eines gemeinsamen digitalen Marktes und gemeinsamer Infrastruktur nutzen und diesen schrittweise etablieren. Durch eine Vereinheitlichung von europäischen Standards soll eine Stärkung der digitalen Wirtschaft der EU ermöglicht werden. Diese soll durch die Vereinheitlichung des digitalen Warenaustausches europäischen Binnen-Außenhandel unterstützen. Eine gemeinsame europäische Grundlage soll dabei die Basis für weitere EU-Rechtsschlüsse und gesetzliche Rahmenvorgaben bilden. Die Schaffung eines solchen Binnenmarktes zielt auf eine Stärkung der europäischen Wirtschaft gegen den Einfluss großer internationaler Internetkonzerne ab. Transparenz und Netzneutralität sollen dabei sicherstellen, dass starke Marktpositionen nicht missbraucht werden.
Neben der Etablierung europäischer Grundrichtlinien wird die Verbesserung von Online-Zugängen, durch den Ausbau des europäischen Breitbandnetzes angestrebt werden. Verbraucher sollen damit einfacher auf einem europäischen Standardniveau, Dienstleistungen und Waren über das Internet beziehen können. Hierzu ist der Ausbau und Stärkung hochleistungsfähiger standardisierter Netzverbindungen- und Infrastruktur vorgesehen. Durch einheitliche Rahmen sollen zukünftige wirtschaftliche Potentiale im digitalen Binnenmarkt besser genutzt und ausgebaut werden können. Die Steigerung des digitalen Wirtschaftsraums der EU soll schließlich dazu führen, internationale Wettbewerbsvorteile zu forcieren und neue Arbeitsplätze im Bereich der digitalen Wirtschaft zu schaffen.
Die Digitale Agenda umfasst folgende Maßnahmen:
- Umsetzung des digitalen Binnenmarkts
  - Öffnung des Zugangs zu legalen Online-Inhalten (E-Government Aktionsplan)
  - Vereinfachung elektronischer Zahlungen und Rechnungsstellung (Euro-Zahlungsverkehrsraum SEPA vollenden und eSignatur-Richtlinie überprüfen)
  - Vertrauen der Nutzer in Zahlungssicherheit garantieren
  - Telekommunikationsdienste vereinheitlichen
- Verbesserte Interoperabilität und Normung
- Stärkung des Vertrauens und der Online-Sicherheit: Bekämpfung der Cyberkriminalität und Online-Kinderpornografie, Schutz der Privatsphäre und personenbezogener Daten
- Förderung eines schnellen und ultraschnellen Internetzugangs
- Investitionen in Forschung und Innovation
- Verbesserung der digitalen Kompetenzen, Qualifikationen und Integration

Die Digitale Agenda für Europa bezieht sich ebenso wie die Europa 2020 Strategie auf unterschiedliche Kernziele. In den Bereichen digitale Gesellschaft, digitale Wirtschaft, Zugang und Netzwerkfähigkeit und Forschung und Innovation werden Projekte und Themenbezüge hergestellt, die die Ausarbeitung, Weiterentwicklung und Durchsetzung der Schwerpunkte der Digitalen Agenda unterstützen sollen.

### Digitale Gesellschaft
Der Bereich digitale Gesellschaft umfasst soziale Aspekte und solche das Lebensalltags:
- Qualifikationen und Arbeitsplätze (Skills & Jobs)
- e-Health und Altern
- Intelligentes Wohnen (Smart living)
- Öffentliche Dienstleistungen
- Cybersicherheit und Privatsphäre
- Digitales Vertrauen (Online trust)
- Medieninhalte (Content & media)
- Vernetzung von europäischen Notfall- und Unterstützungsnetzwerken[12] (insbesondere die Notrufnummer 112)
- Projekte zu gesellschaftlichen Herausforderungen

### Digitale Wirtschaft
Der Bereich digitale Wirtschaft umfasst ökonomische und kommerzielle Aspekte:
- Startup Europe[14] – Maßnahmen zum Programm Entrepreneurship 2020
- Future Internet
- Big Data
- Cloud Computing
- Digitalisierte Industrie
- Beratung der EU-Kommission durch Fachleute:[15] Digital Champions, Expertengruppen (Expert groups), The Startup Europe Leaders Club

### Zugang und Netzwerkfähigkeit
Der Bereich Zugang und Netzwerkfähigkeit umfasst Aspekte der Technologie und Infrastruktur:
- Europäisches Breitband
- Telekommunikationsnetzwerke
- Roaming
- Offenes Internet

### Forschung und Innovation
Forschung und Innovation sind unter anderem Beiträge im Rahmen des Programms Horizon 2020:
- Unterstützung und Finanzierung von ITC-Innovation[19]
- Digitale Infrastrukturnetzwerke – Programme wie GÉANT, Beiträge zu Distributed computing (Grids and Clouds), Dateninfrastruktur, zu Hochleistungsrechnen (HPC), virtuellen Forschungscommunities
- Neue Technologien – Programme Future and Emerging Technologies (FET) und Future Internet Research and Experimentation (FIRE),[20] Beiträge zu Future Internet
- Komponenten und Systeme – Innovationen im Rahmen der Elektronik, Organische Elektronik, Large Area Electronics, Photonik, Cyber-physische Systeme, Advanced Computing, Smart Manufacturing
- Offene Wissenschaft
- Robotik
- Forschungsberatung in Bezug auf Horizon 2020:[21] CONNECT Advisory Forum (CAF), Future & Emerging Technology Advisory Group (FETAG)

## Nationale Umsetzung
- in Deutschland wurde die Digitale Agenda 2014–2017 als Absichtserklärungen der Regierung verfasst
- in Österreich wurde die eGovernment-Initiative 2012–2014 unter Federführung des Bundeskanzleramts (BKA) umgesetzt und die Webseite Digitales Österreich[5] als zentrale Plattform der digitalen Agenda eingerichtet. Es folgten die Breitbandstrategie 2020 des BMVIT ab 2013, eFit21 – digitale Agenda für Bildung, Kunst und Kultur des BMBF und das Programm Informationsgesellschaft für Alle zur e-Inclusion am BKA.[22] Während Österreich im eGovernment schon 2010 europaweit führend gewesen war, ist es im Gesamtprogramm um 2015 nur knapp überdurchschnittlich positioniert, hauptsächlich, weil die Bevölkerung insgesamt nicht besonders internetaffin ist, aber auch, weil etliche andere Länder inzwischen intensiver ausgebaut haben.[23]